# Хан-Крум
Хан-Крум (болг. Хан Крум) — село в Болгарии. Находится в Шуменской области, входит в общину Велики-Преслав. Население составляет 357 человек.

## История
Названо в честь хана Первого Болгарского царства (с 802 по 814 гг.) — Крума. До 1899 года село называлась Чаталар, затем переименовано в Цар-Крум. С 1977 года у села нынешнее название.
В 1904 году шуменец Рафаил Попов расчистил колонну на окраине тогдашнего села Чаталар. Надпись на греческом сообщала название одной из резиденций хана Омуртага - Плиски. После этого происшествия анонимный город у Абобы, в котором вели раскопки Карел Шкорпил и Федор Успенский, получил свое нынешнее имя - Плиска.

## Политическая ситуация
В местном кметстве Хан-Крум, в состав которого входит Хан-Крум, должность кмета (старосты) исполняет Стоян Иванов Батов (демократический союз «Радикалы») по результатам выборов правления кметства.
Кмет (мэр) общины Велики-Преслав — Димо Петров Бодуров (Граждане за европейское развитие Болгарии (ГЕРБ)) по результатам выборов в правление общины.